# Erlöserkirche (Klein-Auheim)
Die evangelische Erlöserkirche ist ein im Stil der Moderne errichtetes Kirchengebäude in Klein-Auheim, einem Stadtteil der südhessischen Großstadt Hanau. Die Kirchengemeinde gehört zum Dekanat Dreieich-Rodgau der Evangelischen Kirche in Hessen und Nassau (EKHN).

## Geschichte
Nach Ende des Zweiten Weltkriegs verzeichnete Klein-Auheim aufgrund des Zuzugs vieler Heimatvertriebener ein starkes Bevölkerungswachstum. Damit einhergehend nahm auch die Zahl evangelischer Gemeindemitglieder im katholisch geprägten Ort deutlich zu, sodass Planungen zum Bau einer evangelischen Kirche in Klein-Auheim angestoßen wurden. Bis zur Fertigstellung des Kirchenneubaus feierten die evangelischen Christen ihre Gottesdienste in Steinheim, dem Klein-Auheim als Filialort zugeordnet war.
Nachdem das Vorhaben zum Bau der Erlöserkirche 1952 erstmals öffentlich bekannt gegeben wurde und sowohl Kirchbauverein als auch Bauausschuss im darauffolgenden Jahr gegründet waren, beschloss die Gemeindevertretung der evangelischen Gemeinde am 18. November 1953 auch offiziell die Errichtung der heutigen Kirche. Das hierfür benötigte Baugrundstück stellte die bürgerliche Gemeinde Klein-Auheim der evangelischen Kirchengemeinde kostenlos zur Verfügung. Die Bauarbeiten wurden am 17. Oktober 1955 mit der Setzung des Ersten Spatenstichs durch den Steinheimer Pfarrer Adam Wolf offiziell aufgenommen, am 6. November desselben Jahres folgte die Grundsteinlegung für den Neubau. Nach etwas mehr als zwei Jahren Bauzeit wurde die neue Kirche am 27. April 1958 eingeweiht. Im Jahr 1989 wurde das Gotteshaus einer umfassenden Außenrenovierung unterzogen, 2010 folgte eine Renovierung des Innenraums der Erlöserkirche.
Die evangelische Kirchengemeinde von Klein-Auheim wurde als Filialgemeinde von Steinheim zum 1. Januar 1962 gegründet. Am 1. September 1963 erhielt sie die vollständige Unabhängigkeit von ihrer Muttergemeinde.

## Baubeschreibung
Die Erlöserkirche ist eine im Stil der Moderne erbaute Saalkirche. Das Kirchengebäude gliedert sich in ein von Südost nach Nordwest ausgerichtetes Langhaus sowie einen im Südosten daran angestellten Glockenturm.

## Ausstattung
Das Altarfenster der Erlöserkirche wurde vom Großauheimer Glaskünstler August Peukert gestaltet. Es zeigt vier verschiedene Motive aus dem Leben Jesu: 1. Die Verkündigung seiner Geburt, 2. Die Geburt Jesu in Betlehem, 3. Die Kreuzigung Jesu, und 4. Seine Auferstehung.
Die Orgel der Kirche ertönte erstmals am 1. Oktober 1958 in der Erlöserkirche. Das Instrument verfügt über acht Register, verteilt auf ein Manual und Pedal.

## Glocken
Das Geläut der Erlöserkirche besteht aus drei Glocken, die im Herbst 1960 im Rahmen eines Festgottesdienstes eingeweiht wurden.
| Nr. | Tonlage | Gewicht | Durchmesser | Inschrift                                                                           |
| --- | ------- | ------- | ----------- | ----------------------------------------------------------------------------------- |
| 1   | b′      | 370 kg  | 85 cm       | „Glaubet ihr nicht, so bleibet ihr nicht.“ (Jesaja 7,9)                             |
| 2   | des′′   | 250 kg  | 76 cm       | „Liebet ihr mich, so haltet meine Gebote.“ (Johannes 14,15)                         |
| 3   | es′′    | 180 kg  | 68 cm       | „Hoffet auf ihn allezeit, lieb Leute; schüttet euer Herz vor ihm aus.“ (Psalm 62,9) |